# 1948年夏季奧林匹克運動會摩納哥代表團
1948年夏季奧林匹克運動會摩納哥代表團參加1948年7月29日至8月14日在英國倫敦舉行的1948年夏季奧林匹克運動會，摩納哥今次是第五次參加夏季奧林匹克運動會，派出四名運動員參加射擊比賽。

## 比賽成績

### 射擊
四名運動員代表摩納哥參賽，這是該國第三次參加射擊比賽。
| 運動員          | 項目             | 決賽 | 決賽  |
| 運動員          | 項目             | 分數 | 排名  |
| --------------- | ---------------- | ---- | ----- |
| 赫爾曼·舒爾茨   | 男子50米手槍     | 495  | 41/50 |
| 米歇爾·拉瓦里諾 | 男子50米步槍臥射 | 586  | 36/71 |
| 皮埃爾·馬桑     | 男子50米步槍臥射 | 580  | 52/71 |
| 羅傑·阿貝爾     | 男子50米步槍臥射 | 551  | 68/71 |

## 外部鏈接
- Official Olympic Reports